# Chicama (distrito)
Chicama é um distrito do Peru, departamento de La Libertad, localizada na província de Ascope.

## Transporte
O distrito de Chicama é servido pela seguinte rodovia:
- PE-1NF, que liga o distrito à cidade de Chilete (distrito) (Região de Cajamarca}
- PE-1N, que liga o distrito de Aguas Verdes (Região de Tumbes - Ponte Huaquillas/Aguas Verdes (Fronteira Equador-Peru) - e a rodovia equatoriana E50 - à cidade de Lima (Província de Lima)
- LI-105, que liga o distrito à cidade de Simbal [1][2][3]